# Cemitério da Ajuda
O Cemitério da Ajuda é o 3º Cemitério Municipal de Lisboa, localizado na freguesia da Ajuda.

## História
Em 1787, Pina Manique, a mando da rainha D. Maria I, ergueu na Ajuda um cemitério que serviria os criados da Casa Real e os pobres das freguesias da Ajuda e Santa Maria de Belém.
Em 1835 passa a ser propriedade pública através do decreto-lei de Rodrigo da Fonseca Magalhães, que obrigava a existência de cemitérios públicos ao invés do que acontecia anteriormente, visto que a população era sepultada nas igrejas. Em 1849 passa para tutela municipal, a mando da rainha D. Maria II, ficando circunscrito à população das freguesias da Ajuda, Santa Maria de Belém e por vezes a freguesias vizinhas.
A entrada do cemitério está ornamentada com quatro esculturas dispostas em nichos que representam a Verdade e a Fortaleza ladeando o portão à direita e no lado oposto, a Justiça e a Esperança. No exterior da Capela, as figuras escultóricas simbolizam a Oração e a Fé, à esquerda e a Humildade e a Caridade, à direita.
Como os restantes cemitérios da capital, dispõe de numerosas sepulturas temporárias e perpétuas, jazigos particulares e municipais e ossários.
Entre os vários jazigos de importância histórica ou arquitetónica, encontram-se o de Domingos Parente, arquiteto responsável pelo projeto do edifício dos Paços do Concelho de Lisboa e do pórtico do Cemitério dos Prazeres e o jazigo do almirante Gago Coutinho que realizou a primeira travessia aérea do Atlântico Sul de Lisboa ao Rio de Janeiro com Sacadura Cabral.
No âmbito das homenagens, denota-se o jazigo onde se encontram os futebolistas Matateu e Pepe do clube futebolístico Os Belenenses e o jazigo das vítimas da Revolta de 14 de Maio de 1915, que repôs o cumprimento da Constituição de 1911, depôs o governo do general Pimenta de Castro, substituído pela Junta Constitucional de 1915 e destituiu Manuel de Arriaga do cargo de presidente da República Portuguesa.

## Ilustres sepultados no Cemitério da Ajuda
- Álvaro de Brée (1903-1962), escultor;[2]
- Américo Thomaz (1894-1987), 13.º presidente de Portugal;[2]
- António da Cunha Telles (1935-2022), cineasta;[3]
- António de Saldanha da Gama (1778-1839), aristocrata, militar e político;[4]
- António Eduardo Vilaça (1852-1914), político;[5]
- António Joaquim Freire (1877-1958), médico, escritor e jornalista;[6]
- António José Viale (1806-1889), escritor, professor, tradutor e conselheiro real;[7]
- António Pinto Barbosa (1917-2006), político, economista e professor;[8]
- Clemente Rogeiro (1921-2010), político e advogado;[9]
- Domingos Parente (1836-1901), arquiteto;[1]
- Francisco José da Rocha Martins (1879-1952), escritor, jornalista, historiador e ativista;[2]
- Gago Coutinho (1869-1959), aviador, navegante, cartógrafo, historiador e militar;[1]
- Gertrudes Thomaz (1894-1991), 13.ª primeira-dama de Portugal;[2]
- José António Simões Raposo (1840-1900), professor e pedagogo;[10]
- José Carlos Rates (1880-1961), dirigente sindical e político;[11]
- José de Castro (1848-1929), político, advogado e jornalista;[12]
- José Manuel Soares (1908-1931), futebolista;[1]
- José Mendes Nunes Loureiro (1873-1928), político e comerciante;[13]
- José Ribeiro Santos (1946-1972), ativista;[14]
- Marciano Henriques da Silva (1831-1873), pintor;[15]
- Maria Benedita Mouzinho de Albuquerque de Faria Pinho (1865-1939), escritora, professora e ativista;[2]
- Maria do Carmo Carmona (1878-1956), 11.ª primeira-dama de Portugal;[16]
- Mário de Sampayo Ribeiro (1898-1966), maestro, musicólogo, compositor, historiador e escritor;[17]
- Mário Gil (1941-2017), cantor;[18]
- Mário Murteira (1933-2013), político, professor, economista, sociólogo e escritor;[19]
- Matateu (1927-2000), futebolista;[1]
- Natércia Freire (1919-2004), poetisa e escritora;[20]
- Nuno Bragança (1929-1985), escritor;[21]
- Pedro Augusto Franco (1833-1902), 1.º Conde do Restelo;[22]
- Plácido Abreu (1903-1934), piloto;[2]
- Rui Nogueira Simões (1930-2002), engenheiro civil, empresário e dirigente associativo;[23]
- Virgínia Almeida (1874-1945), escritora e tradutora;[24]

## Galeria

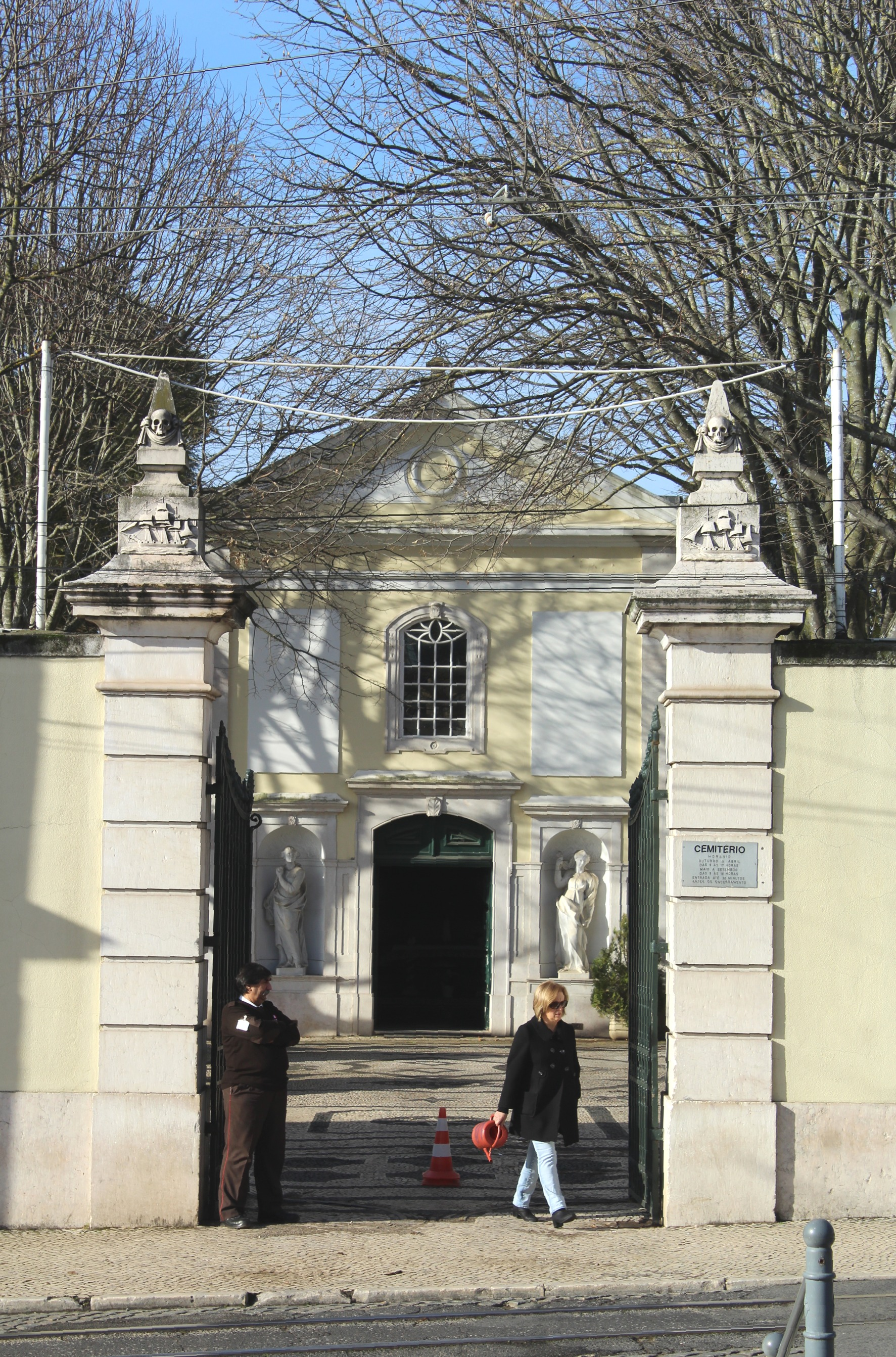
Entrada do cemitério e capela
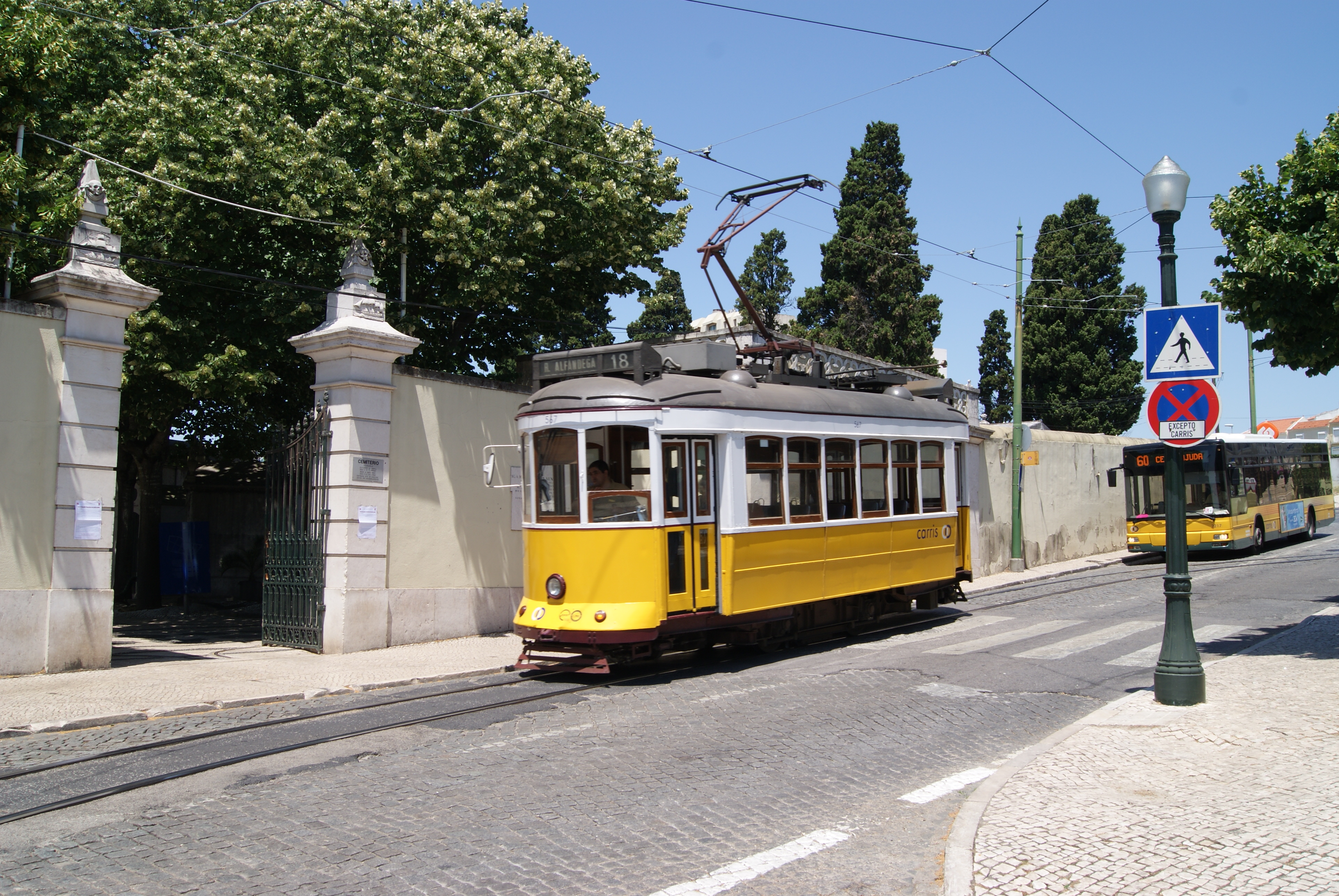
Elétricos junto à entrada do cemitério
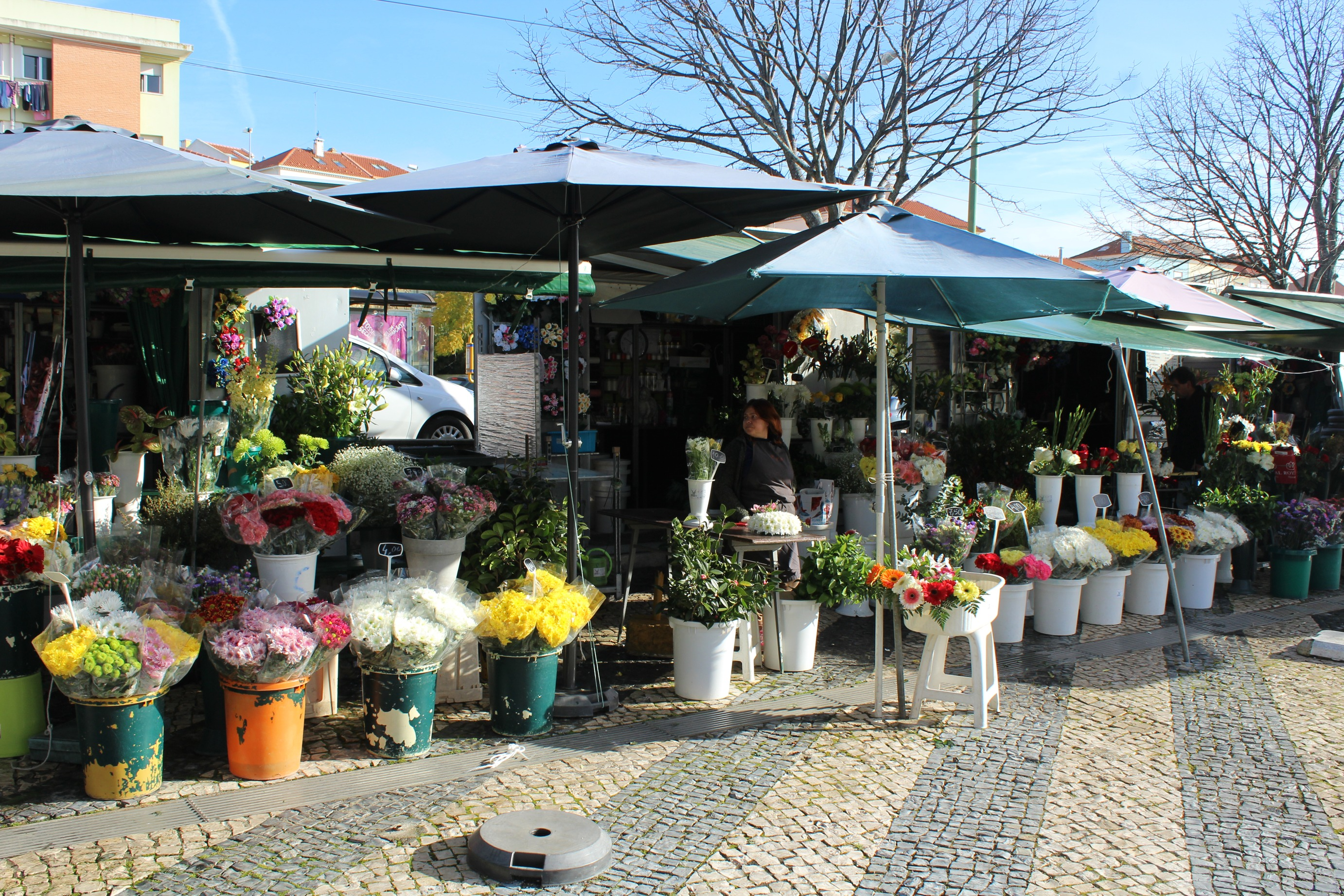
Mercado de floristas em frente ao cemitério
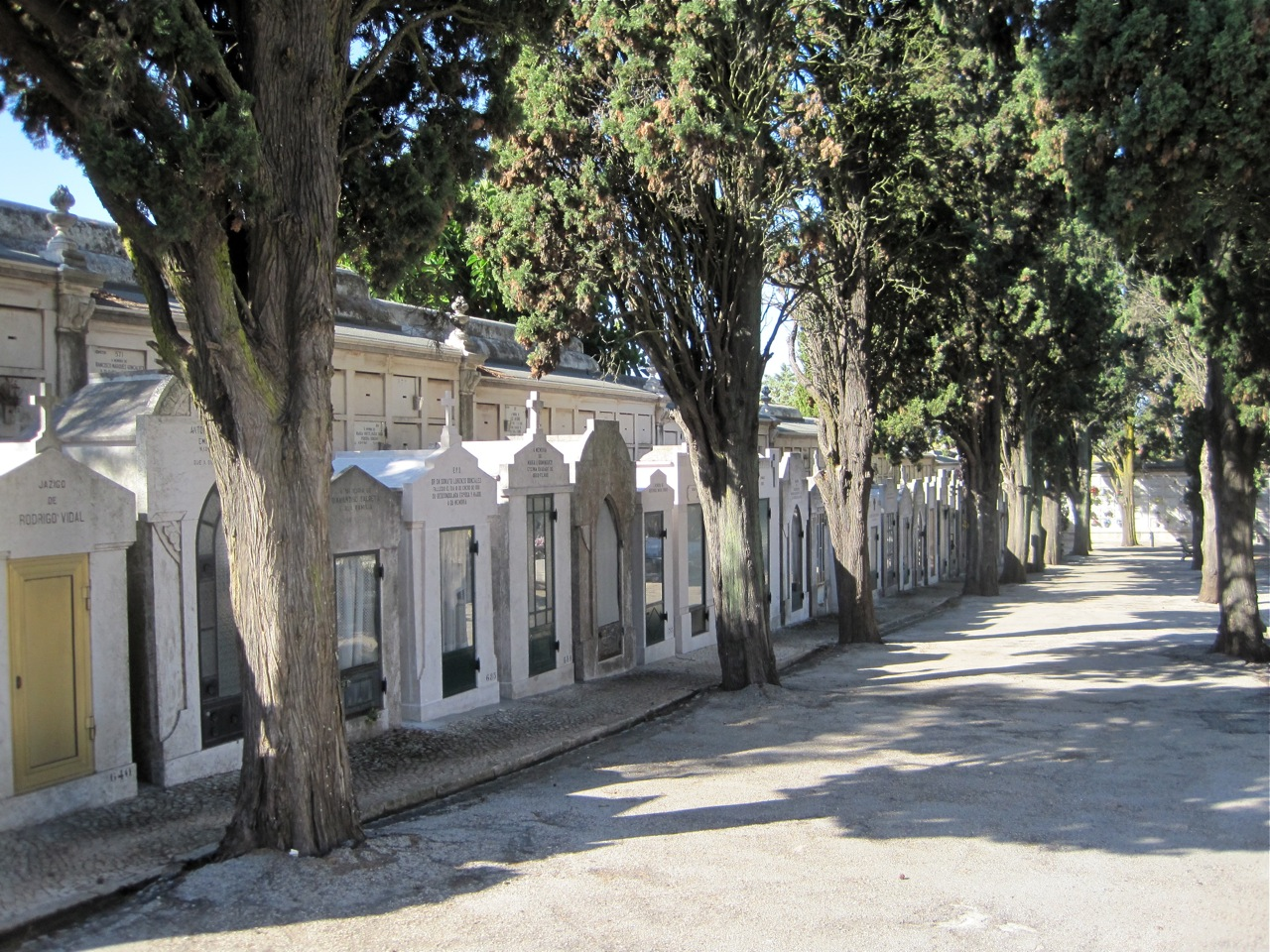
Arruamento do cemitério
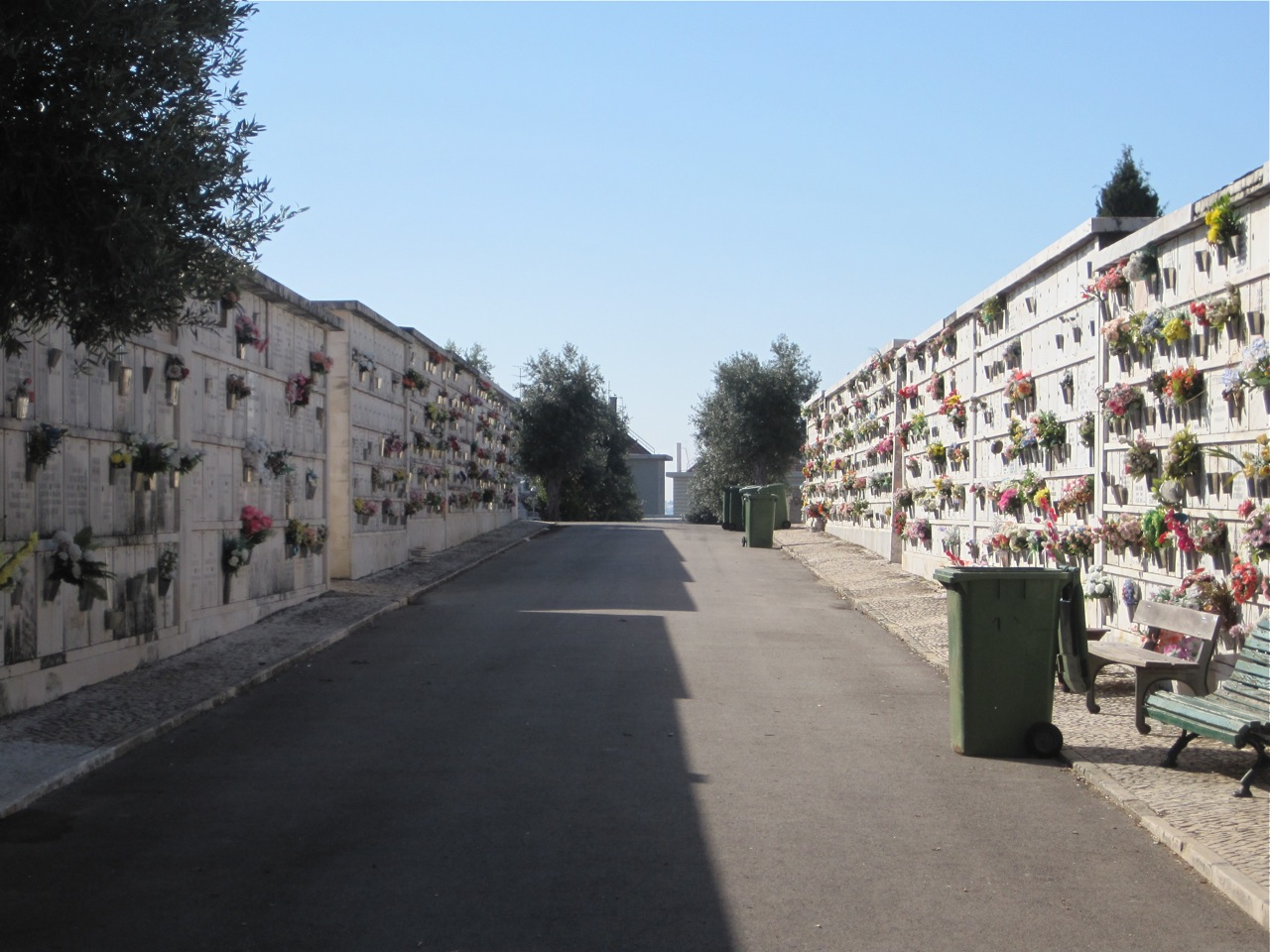
Arruamento do cemitério
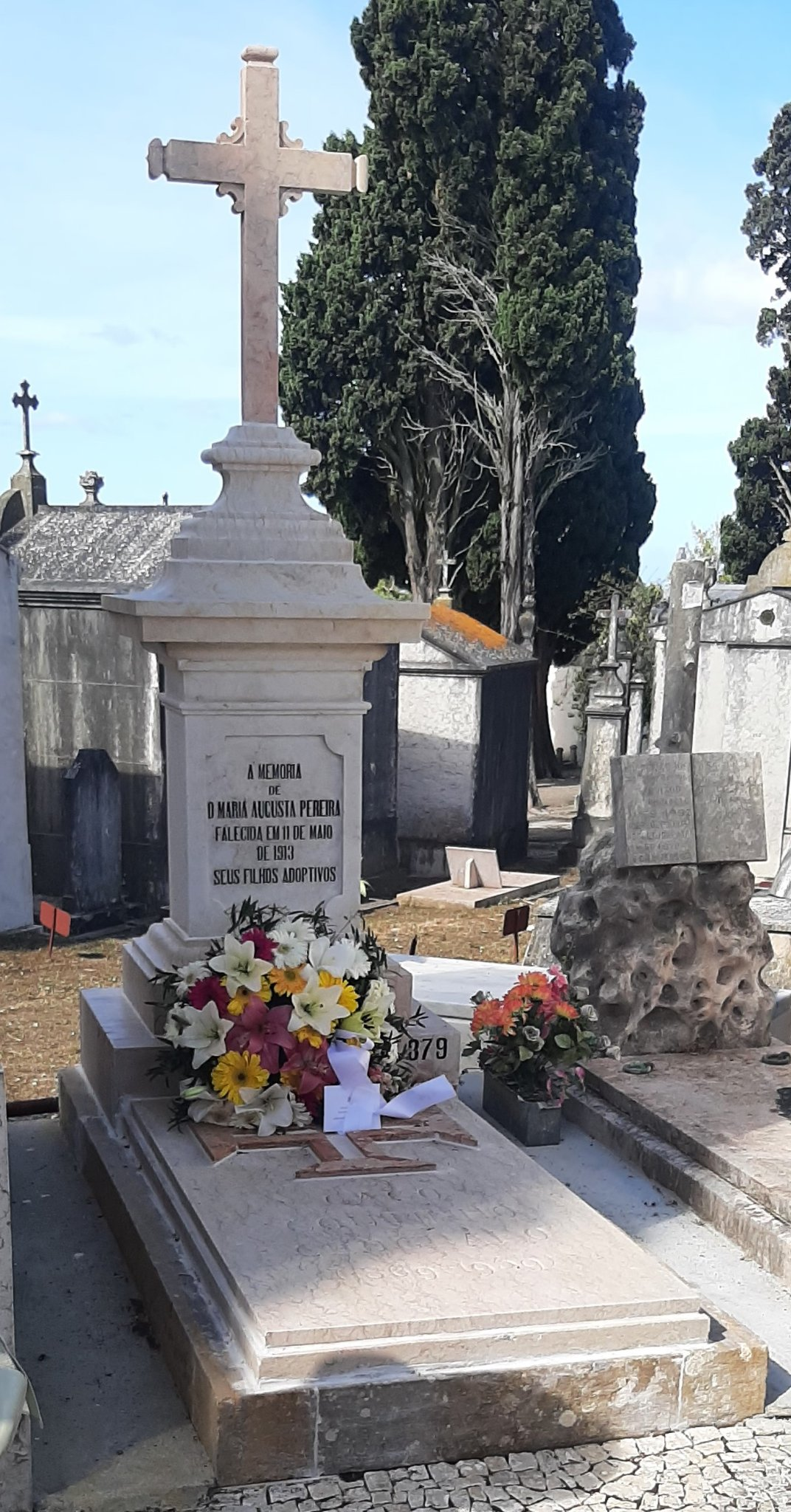
Jazigo do almirante Gago Coutinho
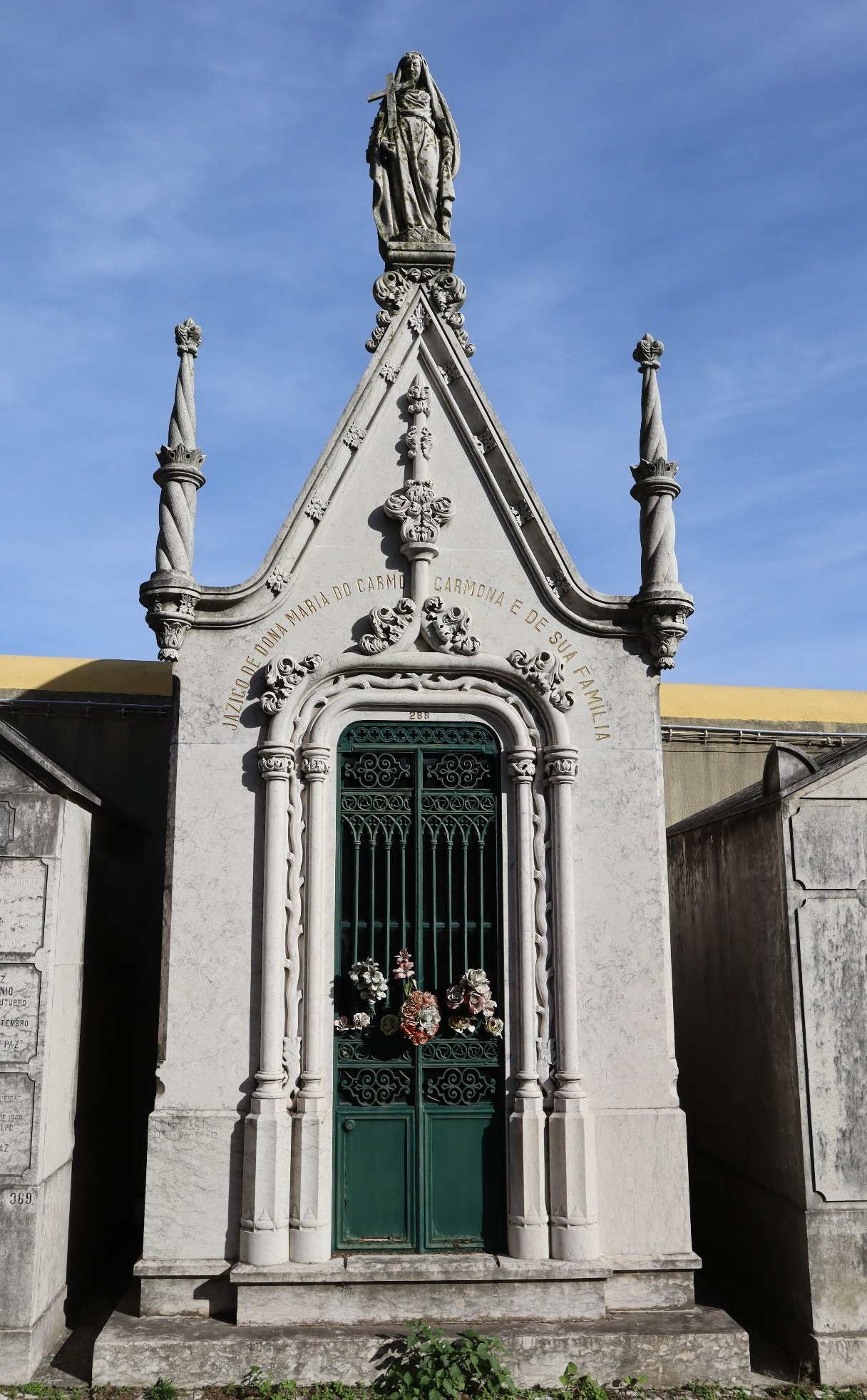
Jazigo de Maria do Carmo Carmona e família
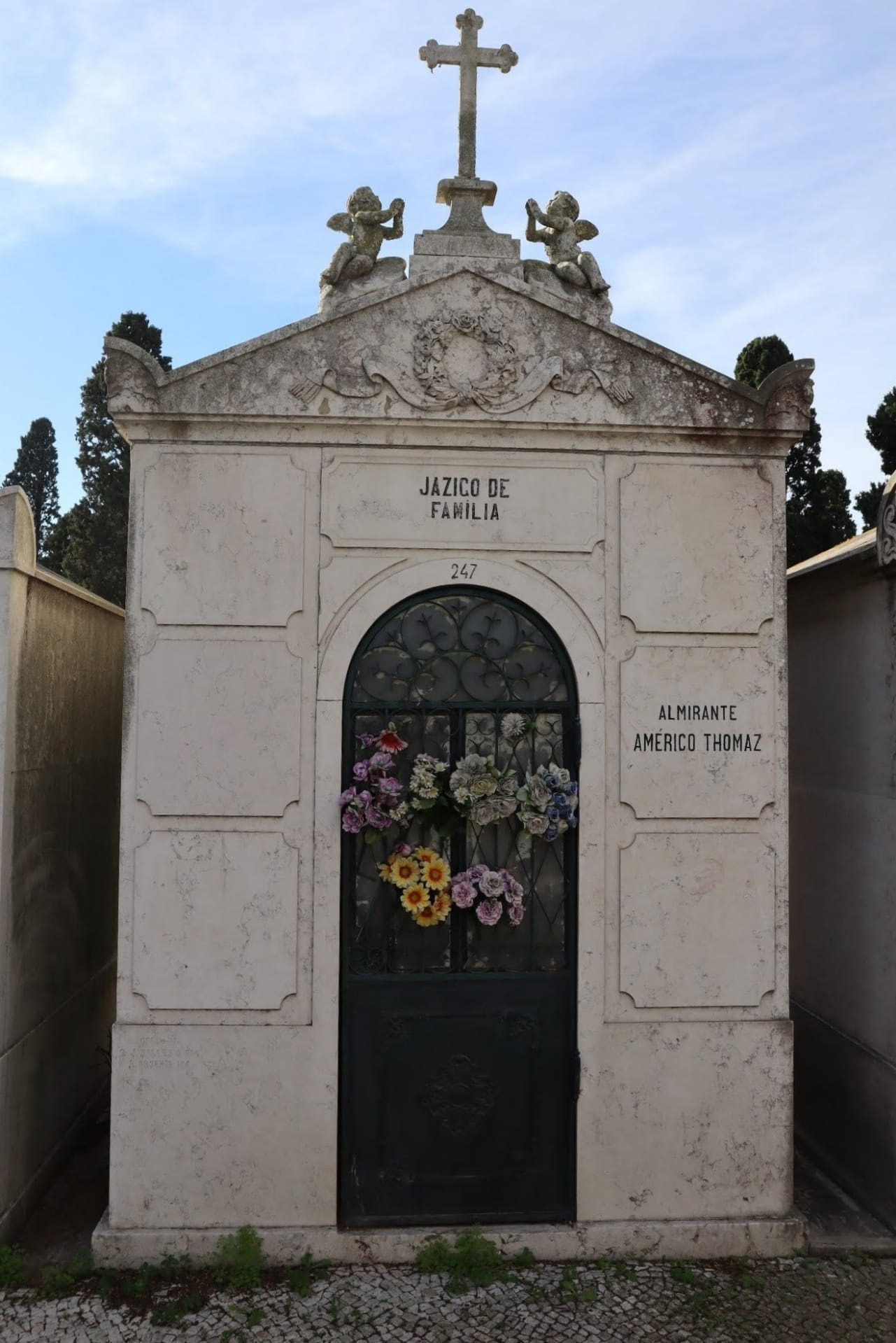
Jazigo de Américo Thomaz e Gertrudes Thomaz